# Pseudomembranozni kolitis
Pseudomembranozni kolitis je bolest kolona najčešće uzrokovana (ali ne uvijek) bakterijom Clostridium difficile. 
Prirodno, bezopasne crijevne bakterije održavaju normalnu ravnotežu ne dopuštajući patogenim bakterijama da se nastane. Međutim, mnogi antibiotici koji se uzimaju oralno mogu poremetiti crijevnu floru jer uništavaju crijevne bakterije. Takvi antibiotici jesu npr. klindamicin, ampicilin, cefalotin, eritromicin i tetraciklin. Devastacijom normalne crijevne flore omogućuje se bakteriji Clostridium difficile da naseli probavni trakt. Ta bakterija je jako patogena jer otpušta dva toksina koja izazivaju jaku upalu debelog crijeva uz stvaranje tvorbi koje se nazivaju pseudomembrane. 
Bolest može biti blaga, ali i eskalirati u po život opasni toksički kolitis.

## Liječenje
Liječenje se provodi prekidom uzimanja antibiotika i primjenom metronidazola i eventualno vankomicina u slučaju opasnosti po život.
|  | Molimo pročitajte upozorenje o korištenju medicinskih informacija. Ne provodite liječenje bez savjetovanja s liječnikom! |